# Linjá
Linjá är en ort i Mexiko.   Den ligger i kommunen Aquismón och delstaten San Luis Potosí, i den centrala delen av landet, 240 km norr om huvudstaden Mexico City. Linjá ligger 604 meter över havet och antalet invånare är 463.
Terrängen runt Linjá är bergig. Runt Linjá är det ganska tätbefolkat, med 134 invånare per kvadratkilometer. Närmaste större samhälle är Tanute, 5,3 km nordost om Linjá. I omgivningarna runt Linjá växer i huvudsak städsegrön lövskog.